# Ed Sinke
Ed Sinke (Curaçao, 1 oktober 1961) is  een Nederlands zakenman. Tevens was hij jarenlang actief in achtereenvolgens de Volkspartij voor Vrijheid en Democratie en Trots op Nederland.

## Levensloop
De vader van Sinke was officier bij de Koninklijke Marine. Sinke werd geboren op Curaçao en groeide op in Den Helder. Hij volgde een officiersopleiding aan de Koninklijke Militaire Academie in Breda en was jarenlang officier bij de cavalerie. Sinke is als oud-officier lid van de vereniging Mars en Mercurius (voor oud-officieren van de Koninklijke Landmacht).
In 2003 richtte hij samen met zijn partner Jan Nieuwenhuis het detacheringsbedrijf Aspecto op, als onderdeel van de holding Leidse Keizer bv. In 2005 werden de werkzaamheden uitgebreid met Aspecto Asia, dat zich met name richt op werving en selectie van Europese managers naar China en Chinese managers naar Europa. Aspecto Holding BV te Amsterdam is failliet verklaard op 28-02-2012 door rechtbank Amsterdam. Het faillissement is beëindigd op 11-06-2013. Binnen dit faillissement heeft een doorstart plaatsgevonden. Onder de naam Sentent werden de lopende opdrachten, de IE-rechten en de goodwill, alsmede de gedetacheerde werknemers overgenomen. Op 11-08-2015 is ook SENTENT B.V. dat handelde onder de naam DE ORDNERS, door de rechtbank van Amsterdam in staat van faillissement verklaard.
Sinke was sinds 1980 lid van de VVD en onder andere politiek actief binnen de Amsterdamse afdeling van deze partij, en was voorzitter van de kamercentrale Amsterdam van de VVD. Bij de verkiezing tussen Mark Rutte en Rita Verdonk om het lijsttrekkerschap van de VVD in het voorjaar van 2006 was hij nauw betrokken bij de campagne van Verdonk. Toen zij de VVD verliet en de politieke beweging Trots op Nederland oprichtte, was Sinke haar adviseur en naaste vertrouweling. Op 23 mei 2008 werd bekend dat Sinke zijn functies bij Trots op NL had neergelegd, volgens een verklaring omdat hij het te druk had met zijn bedrijf. Op 18 juni 2008 werd bekend dat Verdonk ernstige problemen had met uitspraken of onthullingen over TON die Sinke na zijn vertrek had gedaan. Verdonk overwoog een rechtszaak aan te spannen om een schadevergoeding te eisen ter dekking van de, volgens Verdonk, geleden schade. Tevens betichtte Verdonk Sinke van onregelmatigheden met vergoedingen die TON aan het bedrijf van Sinke zou hebben betaald zonder haar goedkeuring.
Ed Sinke vertelde op 9 september 2008 in NOVA dat Verdonk op het moment dat ze deze beschuldigingen naar buiten bracht, al wist dat hij door een accountantsverslag werd vrijgepleit, en noemde dit karaktermoord.
Op 11 maart 2009 gaf Verdonk in een verklaring aan dat zij Sinke ten onrechte had beschuldigd. Sinke en Verdonk hebben elkaar naar aanleiding van deze verklaring ook weer gesproken. Op 15 augustus 2013 uitte Sinke stevige kritiek in de Volkskrant op het bezuinigingsbeleid van Rutte en vond hij dat de VVD uit het kabinet-Rutte II moest stappen.
Ed Sinke was te zien in een in juli 2019 gepubliceerde documentaire over MH17. Hij lijkt in deze documentaire advocaat Bob van der Goen te vertegenwoordigen. 